# My Skin is Cold
My Skin Is Cold e el tercer EP de la banda noruega de black metal, Satyricon.
Contiene una nueva canción, dos re-masterizaciones, y dos canciones en vivo con una orquesta tocando con la banda. Es hasta la fecha, el único álbum de black metal que ha entrado en las listas españolas.

## Lista de canciones
Disco 1 (Audio CD):
1. "My Skin is Cold" - 05:06
2. "Live Through Me (Re-masterización)" - 05:12
3. "Existential Fear-Questions (Re-masterización)" - 06:02
4. "Repined Bastard Nation (En vivo)" - 05:48
5. "Mother North (En vivo) - 09:06

Disco 2 (Vinilo):
1. "My Skin Is Cold" - 05:06
2. "Mother North" - 09:06

## Posiciones en las listas
| Año  | Álbum           | Lista                              | Posición |
| ---- | --------------- | ---------------------------------- | -------- |
| 2008 | My Skin is Cold | Lista oficial de singles en España | No. 6    |